# Debarsee
Der Debarsee (mazedonisch Дебарско Езеро Debarsko Ezero; albanisch Liqeni i Dibrës) ist ein Stausee im Westen Nordmazedoniens an der Grenze zu Albanien. Der Damm bei Špilje staut den Schwarzen Drin, den zweitlängsten Fluss des Landes. Er liegt unmittelbar vor der Stadt Debar, von der der See seinen Namen hat.
Der Debarsee hat eine Fläche von 13,2 km² und zählt somit zu den größten Nordmazedoniens. Er ist 92 m tief; der Wasserspiegel bei Normalstau liegt auf 580 m über Adria. Der See entstand zwischen 1966 und 1968 infolge einer Erhöhung der bestehenden Staumauer beim Dorf Špilje auf 102 m.

## Quelle
- Boris Nikodinovski: Osnovi na voena geografija na Republika Makedonija. In: Edicija učebnici. Niko Kompjuteri, Skopje 2000.